# Allogamus ligonifer
Allogamus ligonifer là một loài Trichoptera trong họ Limnephilidae. Chúng phân bố ở miền Cổ bắc.